# Joe van Enkhuizen
Joe van Enkhuizen (Joop van Enkhuizen) (Wormerveer, 24 juni 1939) is een Nederlandse accordeonist, saxofonist en componist. Hij speelde en maakte albums met o.a. Han Bennink, Bert van den Brink, Pierre Courbois, John Clayton, Benny Green, Al Harewood, Major Holley, Horace Parlan, Alvin Queen, Rufes Reid, Jimmy Woode, Cees Slinger en Max Bolleman.
Van Enkhuizen kreeg op tienjarige leeftijd van zijn ouders een knopaccordeon en had drie jaar les van o.a. zijn grootvader. In 1956 besloot hij jazz te gaan spelen,eerst als covermusicus op saxofoon waarmee hij 1e prijzen won op jazzconcoursen in Loosdrecht 1965 en Scheveningen 1965. In "Jazz en Geïmproviseerde Muziek in Nederland 1978", genoemd als Voorvechter Nederlandse jazz. Optredens o.a. op  North Sea Jazz  1986  / 1988 en vanaf 2001 onder het motto: 'Beter ten halve gekeerd dan ten hele gedwaald', met 'Waltz Hot' als componist op accordeon en synthesizer. Kenmerkend is zijn streven naar progressie door gebruikmaking van de oorspronkelijk Europese driekwartsmaat, de wals, als basis voor zijn composities en improvisaties,een nieuwe realiteit van vorm en stijl.In Jazz-bulletin 131 - 2024 Ned.jazzarchief genoemd als "De Wonderlijkste Jazz-kerel."
[ Een Jazzmusicus is alleen authentiek als hij zijn eigen oorspronkelijke muziek speelt, meent Joe Vanenkhuizen.
Vandaar dat hij in 2000 een punt zette achter zijn bestaan als 'jazzacteur' :
" Sinds 1960 zonder realiteitszin andermans inventies te hebben nagespeeld"
Hij wilde een 'eigen authentiek Nederlands muzikaal idioom creëren' en terug naar zijn wortels. 
Die vond hij bij de Europese 3/4 maat:
"Ik ben er van overtuigd dat met gebruikmaking hiervan de weg open ligt voor pioniers die andere dan de inmiddels 
platgetreden paden willen onderzoeken." ][JazzFlits 342 - blz.16]  Kort samengevat :"  Bird's draagwijdte enorm - zijn spel de norm - na jaren pronken met zijn veren om tenslotte te stagneren - kwam abrupt hier het besef te componeren driekwartjazz  " /  "  Er was eens een stel oren dat iets bijzonders hoorde, het waren improvisatoren jazz was hen aangeboren, voor altijd uitverkoren mijlen ver van hier, de oren lieten zich aansporen maar zij waren hier geboren, speelde jazz voor hun plezier. Begin deze eeuw opent zich een nieuw motief voor een eigen perspectief, onze oorspronkelijke driekwartsmaat ritmiek, afwijkend ritme dan weleer geeft de nieuwe vorm en stijl hier weer, met Europese muziekinvloed ons authentiek Nederlands jazzerfgoed "/ "  Spontaan ontstaan en cruciaal - creëerde ik mijn progressief driekwartjazz verhaal. / " To be Original or not Original, that's the Future " 

## Discografie
- So Why (1965), Imperial
- Jazzaan vol.1 (1979), CBS
- Jazzaan vol.2 (1984), CBS
- Back on the scene (1984), Criss Cross Jazz
- Joe meets the Rhythm section (1986), Timeless
- Ellington Ballads (1988), Timeless
- Blues Ahead (1989), Timeless
- Major Step (1990), Timeless
- Ellington my way (1992), Timeless
- The Ellington legacy (1993), September
- Ellington Colours (1998), Jovane

21st Century - The Authentic Dutch Jazz
- Waltz Hot (2001), Munich
- Waltz New (2003), Munich
- Three Four Time (2005), JV
- Progressive Dutch Jazz (2009), JV
- Waltzology (2010), JV
- Waltz Settin'the Pace (2011), JV
- The Essential Waltz (2012), JV
- Waltz Unlimited (2013), JV
- Export Waltz (2014), JV
- Native Soil (2015), JV
- Waltz Ahead (2016), JV
- Echo of Tomorrow (2017), JV
- Freedom Waltz (2018), JV
- Innovation (2019), JV
- Welkom Thuis (2020), JV
- Euriginal my way  (2021), JV
- Oorsprong (2022), JV
- Authenticity (2023), JV
- Transformatie (2024), JV
- Victorie  (2025), JV

## Muziekweb.nl

### Biografie
Joop van Enkhuizen heeft zichzelf verschillende malen opnieuw uitgevonden. Hij begint als een middengewicht boptenorist die geleidelijk onder de invloed van John Coltrane raakt. Vanaf begin jaren tachtig maakt hij een grootse comeback met een serie platen met vermaarde Amerikanen. Dit blijft niet onopgemerkt in The Penguin Guide To Jazz On CD. De recensent oordeelt:' He has a great sound and plenty of élan-southern-styled tenor, full of bullish good humour, homeboy swing and a bearhug tenderness on the slow ones. He is, though, from Holland.' In 2000 besluit hij echter, gedesillusioneerd door de volgens hem weinig originele Europese jazzscene, zich te concentreren op de driekwartsmaat en de accordeon. Vrijwel moeiteloos weet hij zijn improvisatorische kwaliteiten over te dragen naar de accordeon, die hij soms met een Piazzolla-achtige zwier bespeelt. Desgevraagd laat hij weten: 'Mijn concept is uitsluitend te horen op CD en YouTube.' Hij schrijft zijn artiestennaam tegenwoordig als Joe Vanenkhuizen.
[Info en Albums bij info@jazzarchief.nl]  
- Bibliothèque nationale de France: cb13949148d (data)
- Gemeinsame Normdatei: 134587642
- International Standard Name Identifier: 0000 0000 5517 6012
- Library of Congress Control Number: no98005015
- MusicBrainz: 20be93dd-0d20-4a86-8278-9ae0a8efddd4
- Virtual International Authority File: 42031277
- WorldCat: E39PBJk96CMW7dqYx9hMyYwKVC